# Изабель де Бобадилья
Изабель (Исабель) де Бобадилья, или Инес де Бобадилья (исп. Beatriz de Bobadilla; ок. 1505—1554) — испанская дворянка, была первой женщиной-губернатором Кубы в 1539—1543 годах.

## Исторический фон

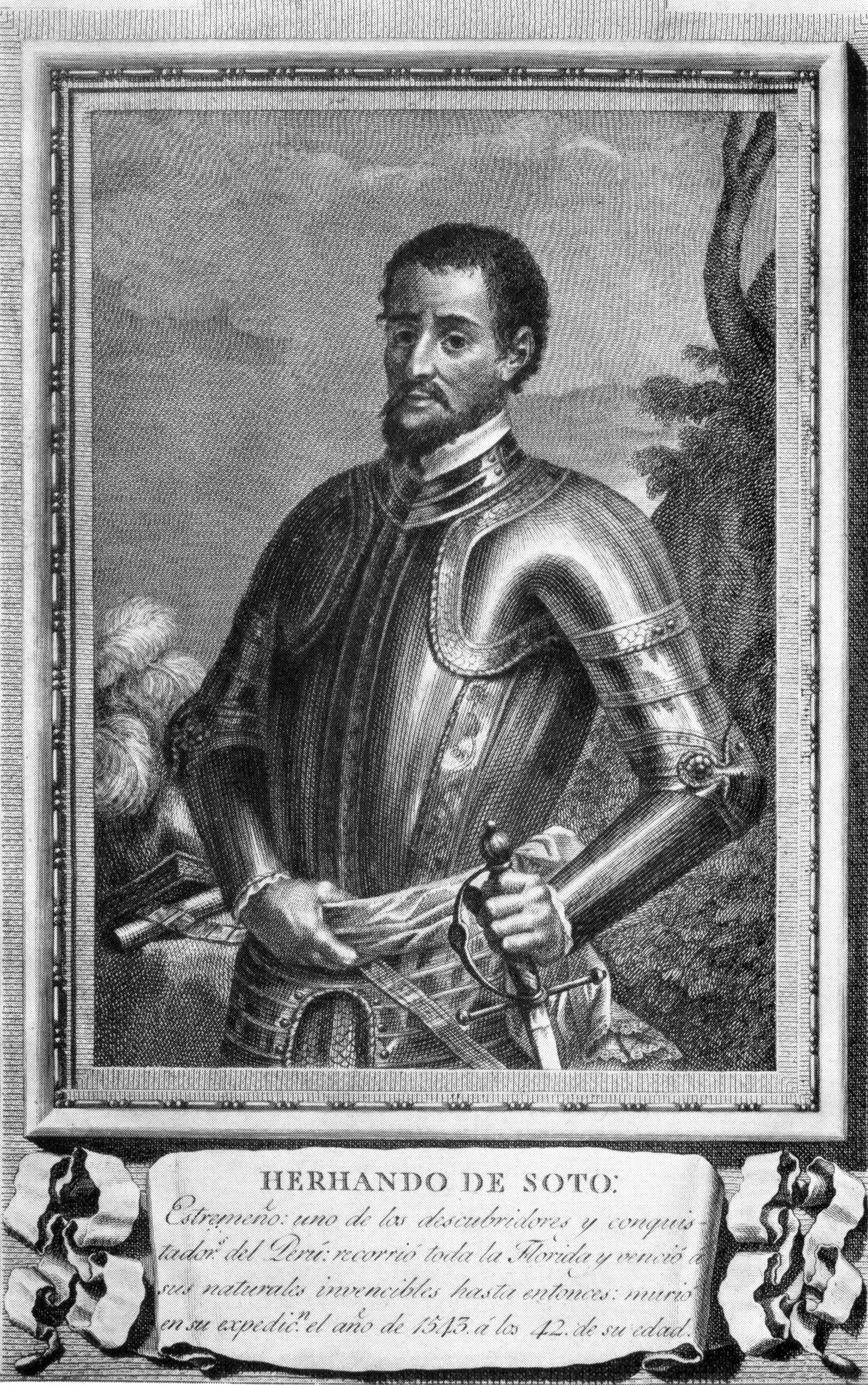
Гравюра Эрнандо де Сото, мужа Изабель, в Библиотеке Конгресса США. «ЭРНАНДО ДЕ СОТО: из Эстремадуры, один из первооткрывателей и завоевателей Перу: он объехал всю Флориду и победил её непобедимых до тех пор туземцев; Он умер в своей экспедиции: 1543 год в 42 года».

Изабель родилась в семье, тесно связанной с исследованием и завоеванием Америки. Она была третьим ребёнком Педро де Ариас (ок. 1468—1531) и Изабель де Бобадилья-и-Пеньялоса (+ 1531). Педро де Ариас был одним из завоевателей Центральной Америки, а также губернатором Никарагуа. Мать Изабель была племянницей Беатрис де Бобадилья, близкой знакомой Изабеллы I Кастильской и служила матриархом двух самых могущественных и богатых семей в Испании, Бобадильяс и Пеньялоса. Изабель де Бобадилья (дочь) также является внучкой Франсиско де Бобадилья, который был назначен преемником Христофора Колумба, вторым губернатором Индии в 1499 году.

## Брак и родство
Изабель де Бобадилья вышла замуж за известного испанского исследователя и конкистадора Эрнандо де Сото в 1537 году, который руководил одной из первых европейских экспедиций на территории нынешних США. В 1535—1536 годах Изабелле, должно быть, было около двадцати или тридцати, что позволяет предположить, что она могла быть вдовой или, в некотором роде, рассматриваться как нежелательный партнер, потому что женщины из влиятельных семей обычно выходили замуж до того, как они достигли позднего двадцатилетия. Передача приданого — это документ, подписанный в Вальядолиде 14 ноября 1536 года. В приданой перечисляется весь скот, принадлежавший Педро де Ариасу в Панаме, поместье, рабы и лошади как «чистый и совершенный дар безвозвратно в пользу». Этот документ подтверждает богатство семьи Бобадильи, а также показывает, что брак Изабель с Эрнандо де Сото был деловым соглашением между очень могущественной испанской семьей и признанным конкистадором.
Эрнандо де Сото был назначен губернатором Кубы и аделантадо де Флорида, и оба прибыли на Кубу в 1538 году. Документы показывают, что Изабель привезла на Кубу своих рабов, в том числе трех белых рабов, которые были христианами, возможно, крещеными маврами. В течение первых двух недель 1539 года первая пара кубинцев приобрела по крайней мере четыре плантации недалеко от города Гавана, причем самая большая плантация находилась в Кохимаре на побережье к востоку от залива.

## Управление
Изабель де Бобадилья получила доверенность на управление 17 мая 1539 года, когда Эрнандо де Сото покинул Гавану для исследования и завоевания Флориды. Эрнандо де Сото также назначил Хуана де Рохаса заместителем Беатрис Бобадилья в Гаване и Франсиско де Гусмана своим заместителем в Сантьяго. Оба эти человека служили в этом качестве до того, как де Сото и Бобадилья прибыли на Кубу. Было несколько политических фракций, которые боролись за власть и контроль в Испании путем исследования и контроля над неизведанными территориями. Среди важных людей, участвовавших в этих «грандиозных планах исследования», были Альваро Нуньес Кабеса де Вака, Эрнан Кортес, Педро де Альварадо, Эрнандо де Сото и Антонио де Мендоса. Это показывает, как среди испанских конкистадоров Изабель де Бобадилья была назначена на весьма политизированную и влиятельную роль.
Историки расходятся во мнениях относительно того, почему Изабель де Бобадилья получила право управлять Кубой; Маркес Стерлинг указывает, что Изабель была назначена губернатором только потому, что де Сото не хотел оставаться на Кубе, в то время как сохранившиеся документы показывают, что Изабель была губернатором как де-юре, так и де-факто. Родриго Ранхель, личный секретарь де Сото на Кубе и во Флориде, описывал Изабель как унаследовавшую силу духа, ум и силу характера своей матери, и, как и её мать, она была «женщиной великой сущности и доброты, и очень благородного суждения и характера». Де Сото также подтвердил способности Изабель, выдав ей доверенность, назначив её губернатором острова Куба. В Испании XVI века женщина крайне редко назначалась на высокую должность. Изабель стала первой женщиной-губернатором Кубы и первой женщиной-губернатором территории в Западном полушарии. Единственной другой женщиной, занимавшей высокий пост в испанских колониях XVI века, была Альдонса Манрике из Венесуэлы, унаследовавшая пост губернатора после смерти её отца Марсело Вильялобаса в 1526 году. Беатрис де Бобадилья также была признана губернатором королем Испании, который отправлял свои письма на её имя. В качестве губернатора Изабель смогла решить многие проблемы, с которыми сталкивались все губернаторы Нового Света, в том числе проблемы между коренными кубинцами и европейцами. Изабель Бобадилья внесла свой вклад в укрепление Кубы, продвигая строительство первой крепости Гаваны Ла-Фуэрса. Ла-Фуэрса была закончена Изабель де Бобадилья для защиты города от частых атак противника; тем не менее, французские пираты во главе с Жаком де Соресом разграбили Гавану и сожгли Ла-Фуэрсу в 1555 году.

## Иск против Понсе де Леона
Изабель де Бобадилья подала иск на 3720 страниц, известный как Justicia, против Эрнана Понсе де Леона, охватывающий период 1540—1545 годов. Понсе де Леон был бывшим партнером де Сото в его исследованиях Перу и Никарагуа. В иске рассказывается о разногласиях между наследниками Де Сото и Франсиско Васкес де Коронадо, Эрнаном Кортесом и вице-королем Мексики; а также включает Residencia де Сото, которое представляло собой расследование, проведенное в 1554 году (после его смерти), чтобы определить, выполнил ли он все свои обязанности, изложенные в его asiento. Понсе де Леон утверждал, что де Сото не выполнил своих обязательств, не разделив поровну свое новообретенное состояние и богатство от исследований Перу и Никарагуа. Эрнан Понсе де Леон и Эрнандо де Сото пришли к соглашению по этому вопросу до того, как де Сото отправился в свою экспедицию во Флориду. Однако, когда Эрнандо де Сото отправился в свою экспедицию, Эрнан Понсе де Леон тайно подал в суд, заявив, что де Сото не выполнил их предыдущее соглашение и что де Сото запугал его, заставив подписать соглашение. Донья Изабель узнала об этом судебном процессе, когда её назначили губернатором, и изъяла документ у Понсе де Леона. Затем она дождалась, пока корабль, который находился в гавани Гаваны и направлялся в Испанию, ушел, оставив Эрнана без выхода с Кубы, а затем отправила ему письмо с вопросом, почему он так плохо себя вел. Как губернатор, она приказала Понсе де Леону не покидать Гавану, пока он не откажется от своего тайного судебного иска и не составит документ, который Понсе де Леон подпишет, отказываясь от своего отказа. Донья Изабель была способным и сильным лидером, которая использовала свою власть для продвижения своих личных интересов, как видно из этого судебного процесса против могущественного испанского конкистадора. Нет никакой дополнительной информации о том, чем завершился этот судебный процесс.

## Смерть и легенда

### Смерть
В декабре 1543 года Родриго Арангел сообщил донье Изабель в Гаване о смерти Эрнандо де Сото. После его смерти Изабель продала с аукциона тысячи предметов, принадлежащих ей и её мужу, прежде чем она уехала с Кубы в Испанию. Эти предметы включали в себя все: от ранчо в Мейбеке с местными рабочими, несколькими сотнями голов крупного рогатого скота и 500 растениями юкки из дома Сото в Гаване, в котором было восемнадцать домашних рабов, четки из тридцати двух золотых бусин и шапочка из чёрного бархата. После продажи с аукциона вещей её и её мужа она собрала «более четырёх тысяч песо золота», которые она использовала, чтобы вернуться в Испанию. Обстоятельства смерти Изабель де Бобадилья неизвестны. Некоторые люди утверждают, что она вернулась в Испанию на полученные деньги, в то время как другие считают, что после того, как она услышала о смерти своего мужа, она «сломалась от горя, услышав это, и через несколько дней умерла».

### Легенда
Ла-Хиральдилья — это бронзовая статуя ветра, изображающая женщину, которая обозревает горизонт к северу от неё и расположена на вершине Кастильо-де-ла-Реаль-Фуэрса в старой Гаване, Куба. Местные кубинцы утверждают, что эта бронзовая статуя является изображением доньи Изабель де Бобадилья, и предполагается, что она была помещена там в честь Инес де Бобадилья, которая, как говорят, каждый день наблюдала за возвращением своего мужа.